# Маляренко, Игорь Александрович
И́горь Алекса́ндрович Маляре́нко (укр. Ігор Олександрович Маляренко; род. 9 октября 1989, Винница) — украинский футболист, полузащитник и нападающий польского «Ярослава».

## Биография
Воспитанник винницкой «Нивы-Свитанок». С 2005 по 2006 год на юношеском уровне играл за одесский «Авангард-Промрынок-7».
Профессиональную футбольную карьеру начал в 2009 году в молдавском «Нистру» (Отачь). Дебютным голом в Национальном дивизион Молдовы отметился 26 сентября 2009 года в победном (2:0) домашнем поединке 2-го тура против «Сфинтул Георге». Игорь вышел на поле в стартовом составе и отыграл весь матч. В команде отыграл два с половиной сезона, за это время в чемпионате Молдовы сыграл 63 матча, в которых отличился 6-ю голами.
Накануне старта сезона 2011/12 годов вернулся в Украину, где стал игроком «Шаргорода», который выступал в чемпионате Винницкой области. Во время зимнего перерыва перебрался в винницкую «Ниву». Дебютировал в футболке винницкого клуба 24 марта 2012 в проигранном (0:2) выездном поединке 22-го тура Первой лиги против ужгородской «Говерлы». Маляренко вышел на поле на 77-й минуте, заменив Дмитрия Владова. В футболке «Нивы» сыграл 7 матчей в Первой лиге Украины. С 2013 по 2014 год выступал в чемпионате Винницкой области за клубы «Винницу» и «Локомотив» (Казатин). В футболке «Винницы» также играл в любительском чемпионате Украины. В 2015 году играл за «Шляховик» (Погребище), а в сезоне 2015/16 годов — за «Факел» (Липовец) в чемпионате Винницкой области. В преддверии старта сезона 2016/17 годов вернулся в «Ниву». Дебютным голом за винницкий коллектив отличился 30 июля 2016 года на 90+4-й минуте победного (2:1) выездного поединка 2-го тура Второй лиги против мариупольского «Ильичевца-2». Игорь вышел на поле на 62-й минуте, заменив Дениса Бобовича. 7 июля 2018 года продлил соглашение с клубом, которое должно было действовать до 10 июня 2019 года. В «Ниве» провел три с половиной сезона, за это время в чемпионатах Украины сыграл 94 матча (16 голов), еще 10 матчей (5 голов) провел в Кубке Украины по футболу. В начале января 2020 года винницкий клуб расторг контракт с Игорем Маляренко.
2020 год провел в словацком клубе «Марцелова».
28 февраля 2021 вернулся в винницкую «Ниву».
С марта 2022 года выступает за польский клуб «Ярослав» из Четвёртой лиги.

## Личная жизнь
Младший брат, Андрей, также профессиональный футболист.